# Дистигмина бромид
Дистигмина бромид (Distigmine bromide)*. 3-Окси-1-метилпиридиний гексаметилен-бис-N-метилккарбамата дибромид.
Синонимы: Убретид, Hexfmarium bromide, Ubretid, Ubretil.
Является ингибитором холинэстеразы длительного действия.

## Показания
Применяют для профилактики и терапии послеоперационной атонии кишечника, атонии мочевого пузыря, при повышении количества остаточной мочи у больных с нейрогенными расстройствами мочеиспускания, миастении и при других показаниях к применению антихолинэстеразных препаратов (см. Прозерин, Оксазил) и холипомиметиков (см. Ацеклидин).

## Способ применения и дозы
Назначают внутрь и внутримышечно. Внутрь дают, начиная с 0,5 мг (1 таблетка) в день, затем в зависимости от эффективности и переносимости препарата увеличивают дозу до 2 таблеток в день или уменьшают до 1 таблетки 1 раз в 2—3 дня. Принимают утром натощак (за 1/2 ч до завтрака).
При миастении дозы могут быть значительно увеличены при условии тщательного наблюдения за переносимостью и эффективностью.
Внутримышечно вводят по 0,5 мг (1 мл 0,05 % раствора). Повторные инъекции делают не ранее чем через 24 ч после первого введения. При необходимости длительного лечения рекомендуются 2—3-дневные перерывы.

## Противопоказания
Возможные побочные явления, меры предосторожности и противопоказания такие же, как для прозерина и других аналогичных антихолинэстеразных препаратов.

## Форма выпуска
Формы выпуска: таблетки по 0,5 мг; 0,05 % раствор в ампулах по 1 мл (0,5 мг).